# Thiết sa chưởng

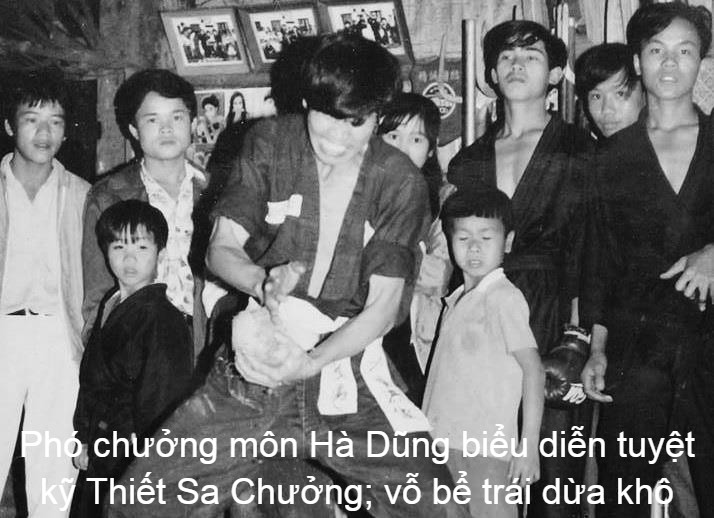
Phó chưởng môn Hà Dũng - Cao đồ của cụ Hà Châu biểu diễn Thiết Sa Chưởng; vỗ bể trái dừa khô.

Thiết sa chưởng là tên của một công phu võ thuật do rèn luyện bàn tay mà có. Về công phu võ thuật xếp loại thì nó thuộc vào Ngạnh công. Thiết sa chưởng: 鐵沙掌 (chưởng sắt), loại công phu chuyên luyện chưởng thịnh hành trong Thiếu Lâm thuộc Bắc phái chính tông.

## Cách luyện
Dùng đậu xanh và hạt tiêu nghiền nát thành bột rồi cho vào bao, đặt bao lên tấm gỗ phía trước mặt, đứng thế Mã bộ (Trung bình tấn) rồi dùng chưởng sấp ngửa buông lỏng cổ tay, cùi chỏ, vai đánh nhẹ xuống từ nhẹ đến mạnh mỗi tay khoảng 1000 cái cho đến 4000 cái trong vòng 3 năm. Sau đó dùng dấm 2500gr, nhân trung bạch 5000gr, bạch lạp 5000gr dùng lửa nhỏ luyện 3 nén nhang, luyện 4 lần cho đến khi cô đặc lại rồi cho vào chảo sắt trộn với cát trộn đều, lượng thuốc và cát bằng nhau rồi cho vào bao tập đánh như trên trong 3 năm, sau đó luyện thêm 6 năm mỗi tay đánh 10000 cái trong một ngày và duy trì vĩnh viễn. 

## Đặc điểm
Đây là loại công phu ngoài âm trong dương, có đủ uy lực âm dương, khi đánh ra mềm mại và chỉ phát kình khi chạm mục tiêu, khi phát kình các khớp phải buông lỏng cho nên uy lực rất lớn và biến hóa.